# Àcid sulfurós
L'àcid sulfurós és un àcid mineral que es forma al dissoldre's el diòxid de sofre en aigua. És un agent reductor potent i es pot usar per exemple per blanquejar taques en materials danyats pel clor. Es pot formar quan el diòxid de sofre es dissol en les gotes de pluja, causant pluja àcida.
Fórmula: H₂SO₃